# Поссибілісти
Поссибілісти — назва однієї з соціалістичних партій у Франції яку заснували у 1882 Поль Брусе та Жан Аллеман. Пізніше партія була очолена Бенуа Малоном. Вони вважали програму Французької робітничої партії (крилом якої вони спочатку були) доктринарною, а тактику мало практичною, нова партія, під ім'ям «Fédération des travailleurs socialistes de France», поставила принципом своєї тактики (згідно характеристиці Брусса) домагатися «можливого», ( la politique des possibilités), звідси її назва. Відстоювали ідеї «муніципального соціалізму».
У 1882 Робоча партія розділилася на гедістів і поссибілістів. Поссибілісти стали називатися Робочою партією соціалістів-революціонерів, з 1883 року — Федерацією французьких трудящих-соціалістів. З 1880-х роках намагалися керувати міжнародним робітничим рухом, проте більшість соціалістичних організацій не підтримало їх. В 1889 у в Парижі відбулися міжнародний соціалістичний конгрес марксистів і конгрес поссибілістів.
У 1890 році Поссибілісти розбилися на аллеманістів і бруссистів. Останні йшли набагато далі аллеманістів у справі компромісів з соціальними реформами, тому зберегли назву поссибілістів.
З початку XX століття Поссибілісти увійшли до складу Французької соціалістичної партії.